# Tell Me That It's Over Tour
Tell Me That It's Over Tour fue la tercera gira de conciertos del grupo estadounidense Wallows, en la cual promocionaron su trabajo discográfico Tell Me That It's Over (2022). La gira recorrió Norteamérica, Europa, Oceanía, Asia y Latinoamérica, comenzando en Portland el 27 de junio de 2022 y finalizando en Monterrey el 2 de abril de 2023.

## Repertorio
1. I Don't Want to Talk
2. Especially You
3. Pleaser
4. Treacherous Doctor
5. Talk Like That
6. Scrawny
7. These Days
8. Missing Out
9. Quarterback
10. OK
11. Hurts Me
12. Pictures of Girls
13. 1980s Horror Film II
14. At the End of the Day
15. Marvelous
16. Just Like a Movie
17. Are You Bored Yet?
18. Guitar Romantic Search Adventure

Encore
1. Hard to Believe
2. Sun Tan
3. Remember When

El repertorio corresponde al concierto realizado el 1 de abril de 2022 en Seattle.

## Fechas
| Fecha                    | Ciudad           | País           | Recinto                                | Teloneros      | Entradas vendidas / Disponibles | Recaudación |
| ------------------------ | ---------------- | -------------- | -------------------------------------- | -------------- | ------------------------------- | ----------- |
| América del Norte        |                  |                |                                        |                |                                 |             |
| 1 de abril de 2022       | Seattle          | Estados Unidos | Paramount Theatre                      | spill tab      | 2,807 / 2,807 (100%)            | —           |
| 2 de abril de 2022       | Vancouver        | Canadá         | Orpheum                                | spill tab      | 2,672 / 2672 (100%)             | —           |
| 3 de abril de 2022       | Portland         | Estados Unidos | McMenamins Crystal Ballroom            | spill tab      | 3,000 / 3,000 (100%)            | —           |
| 4 de abril de 2022       | Portland         | Estados Unidos | McMenamins Crystal Ballroom            | spill tab      | 3,000 / 3,000 (100%)            | —           |
| 6 de abril de 2022       | San Francisco    | Estados Unidos | Warfield Theatre                       | spill tab      | 4,600 / 4,600 (100%)            | —           |
| 7 de abril de 2022       | San Francisco    | Estados Unidos | Warfield Theatre                       | spill tab      | 4,600 / 4,600 (100%)            | —           |
| 8 de abril de 2022       | Sacramento       | Estados Unidos | Ace of Spades                          | spill tab      | 2,600 / 2,600 (100%)            | —           |
| 10 de abril de 2022      | Phoenix          | Estados Unidos | The Van Buren                          | spill tab      | 1,900 / 1,900 (100%)            | —           |
| 11 de abril de 2022      | Albuquerque      | Estados Unidos | Sunshine Theater                       | spill tab      | 1,000 / 1,000 (100%)            | —           |
| 12 de abril de 2022      | Tucson           | Estados Unidos | Teatro Rialto                          | spill tab      | 1,200 / 1,200 (100%)            | —           |
| 13 de abril de 2022      | Flagstaff        | Estados Unidos | Prochnow Auditorium                    | spill tab      | — / — (100%)                    | —           |
| 16 de abril de 2022      | Indio            | Estados Unidos | Empire Polo Club                       | Festival       | Festival                        | Festival    |
| 18 de abril de 2022      | Pomona           | Estados Unidos | Fox Theater                            | The Regrettes  | 1,750 / 1,750 (100%)            | —           |
| 21 de abril de 2022      | San Diego        | Estados Unidos | Humphrey's Concerts by the Bay         | The Regrettes  | 1,400 / 1,400 (100%)            | —           |
| 23 de abril de 2022      | Indio            | Estados Unidos | Empire Polo Club                       | Festival       | Festival                        | Festival    |
| 15 de mayo de 2022       | Austin           | Estados Unidos | Stubb's Waller Creek Amphitheater      | Jordana        | 2,200 / 2,200 (100%)            | —           |
| 20 de mayo de 2022       | Atlanta          | Estados Unidos | Coca-Cola Roxy                         | Jordana        | 3,600 / 3,600 (100%)            | —           |
| 21 de mayo de 2022       | Atlanta          | Estados Unidos | Tabernacle                             | Jordana        | — / 2,600                       | —           |
| 23 de mayo de 2022       | Orlando          | Estados Unidos | Orlando Amphitheater                   | Jordana        | —                               | —           |
| 24 de mayo de 2022       | Miami            | Estados Unidos | The Fillmore                           | Jordana        | — / 2,713                       | —           |
| 26 de mayo de 2022       | San Petersburgo  | Estados Unidos | Jannus Live                            | Jordana        | 2,000 / 2,000 (100%)            | —           |
| 27 de mayo de 2022       | San Agustín      | Estados Unidos | Anfiteatro de San Agustín              | Jordana        | — / 4,092                       | —           |
| 28 de mayo de 2022       | Columbia         | Estados Unidos | The Senate                             | Jordana        | 1,200 / 1,200 (100%)            | —           |
| 29 de mayo de 2022       | Charlotte        | Estados Unidos | The Fillmore                           | Jordana        | 2,000 / 2,000 (100%)            | —           |
| 31 de mayo de 2022       | Norfolk          | Estados Unidos | The NorVa                              | spill tab      | 1,500 / 1,500 (100%)            | —           |
| 1 de junio de 2022       | Richmond         | Estados Unidos | National Theater                       | spill tab      | 1,500 / 1,500 (100%)            | —           |
| 3 de junio de 2022       | Columbus         | Estados Unidos | KEMBA Live!                            | spill tab      | — / 5,200                       | —           |
| 4 de junio de 2022       | Cleveland        | Estados Unidos | Agora Theatre                          | spill tab      | 2,000 / 2,000 (100%)            | —           |
| 6 de junio de 2022       | Indianápolis     | Estados Unidos | Old National Centre                    | spill tab      | 2,000 / 2,000 (100%)            | —           |
| 7 de junio de 2022       | Milwaukee        | Estados Unidos | Riverside Theatre                      | spill tab      | — / 2,450                       | —           |
| 9 de junio de 2022       | Kansas City      | Estados Unidos | Arvest Bank Theatre at the Midland     | spill tab      | — / 3,000                       | —           |
| 10 de junio de 2022      | Chesterfield     | Estados Unidos | The Factory                            | spill tab      | — / 3,000                       | —           |
| 11 de junio de 2022      | Newport          | Estados Unidos | PromoWest Pavilion                     | spill tab      | — / 2,700                       | —           |
| 12 de junio de 2022      | Pittsburgh       | Estados Unidos | Stage AE                               | spill tab      | — / 2,400                       | —           |
| 14 de junio de 2022      | Nueva York       | Estados Unidos | Terminal 5                             | spill tab      | 12,000 / 12,000 (100%)          | —           |
| 15 de junio de 2022      | Nueva York       | Estados Unidos | Terminal 5                             | spill tab      | 12,000 / 12,000 (100%)          | —           |
| 16 de junio de 2022      | Nueva York       | Estados Unidos | Terminal 5                             | spill tab      | 12,000 / 12,000 (100%)          | —           |
| 17 de junio de 2022      | Nueva York       | Estados Unidos | Terminal 5                             | spill tab      | 12,000 / 12,000 (100%)          | —           |
| 19 de junio de 2022      | Manchester       | Estados Unidos | Great Stage Park                       | Festival       | Festival                        | Festival    |
| 21 de junio de 2022      | Washington D. C. | Estados Unidos | The Anthem                             | spill tab      | —                               | —           |
| 22 de junio de 2022      | Boston           | Estados Unidos | Roadrunner                             | spill tab      | (100%)                          | —           |
| 23 de junio de 2022      | Filadelfia       | Estados Unidos | The Met                                | spill tab      | —                               | —           |
| 25 de junio de 2022      | Toronto          | Canadá         | HISTORY                                | spill tab      | (100%)                          | —           |
| 26 de junio de 2022      | Toronto          | Canadá         | HISTORY                                | spill tab      | (100%)                          | —           |
| 27 de junio de 2022      | Detroit          | Estados Unidos | Templo Masónico de Detroit             | spill tab      | —                               | —           |
| 29 de junio de 2022      | Saint Paul       | Estados Unidos | Palace Theatre                         | spill tab      | —                               | —           |
| 1 de julio de 2022       | Lincoln          | Estados Unidos | Bourbon Theatre                        | spill tab      | (100%)                          | —           |
| 2 de julio de 2022       | Denver           | Estados Unidos | Mission Ballroom                       | spill tab      | —                               | —           |
| 5 de julio de 2022       | Austin           | Estados Unidos | Stubb's Waller Creek Amphitheater      | spill tab      | —                               | —           |
| 6 de julio de 2022       | Dallas           | Estados Unidos | The Factory in Deep Ellum              | spill tab      | —                               | —           |
| 7 de julio de 2022       | Houston          | Estados Unidos | White Oak Music Hall                   | spill tab      | —                               | —           |
| 29 de julio de 2022      | Chicago          | Estados Unidos | The Vic Theatre                        | N/A            | —                               | —           |
| 30 de julio de 2022      | Chicago          | Estados Unidos | Grant Park                             | Festival       | Festival                        | Festival    |
| Europa                   |                  |                |                                        |                |                                 |             |
| 26 de agosto de 2022     | Reading          | Reino Unido    | Richfield Avenue                       | Festival       | Festival                        | Festival    |
| 27 de agosto de 2022     | Leeds            | Reino Unido    | Bramham Park                           | Festival       | Festival                        | Festival    |
| 28 de agosto de 2022     | Liverpool        | Reino Unido    | O2 Academy                             | N/A            | (100%)                          | —           |
| Norteamérica             |                  |                |                                        |                |                                 |             |
| 24 de septiembre de 2022 | Santa Bárbara    | Estados Unidos | Arlington Theatre                      | Wallice        | —                               | —           |
| 25 de septiembre de 2022 | Los Ángeles      | Estados Unidos | Shrine Auditorium & Expo Hall          | Wallice        | —                               | —           |
| 28 de septiembre de 2022 | Los Ángeles      | Estados Unidos | Greek Theatre                          | Samia          | (100%)                          | —           |
| 29 de septiembre de 2022 | Los Ángeles      | Estados Unidos | Shrine Auditorium & Expo Hall          | Samia          | (100%)                          | —           |
| 30 de septiembre de 2022 | Las Vegas        | Estados Unidos | Brooklyn Bowl                          | Empath         | (100%)                          | —           |
| 1 de octubre de 2022     | Salt Lake City   | Estados Unidos | The Union Event Center                 | Empath         | (100%)                          | —           |
| 3 de octubre de 2022     | Santa Fe         | Estados Unidos | The Bridge At Santa Fe Brewing Company | Empath         | (100%)                          | —           |
| 4 de octubre de 2022     | El Paso          | Estados Unidos | Teatro Abraham Chávez                  | Empath         | (100%)                          | —           |
| 6 de octubre de 2022     | San Antonio      | Estados Unidos | Aztec Theatre                          | Empath         | (100%)                          | —           |
| 8 de octubre de 2022     | Austin           | Estados Unidos | Zilker Metropolitan Park               | Festival       | Festival                        | Festival    |
| 9 de octubre de 2022     | Nueva Orleans    | Estados Unidos | Orpheum Theater                        | Empath         | —                               | —           |
| 10 de octubre de 2022    | Memphis          | Estados Unidos | Graceland Soundstage                   | Empath         | —                               | —           |
| 12 de octubre de 2022    | Fayetteville     | Estados Unidos | JJ's Live                              | Empath         | —                               | —           |
| 13 de octubre de 2022    | Oklahoma City    | Estados Unidos | The Criterion                          | Empath         | —                               | —           |
| 15 de octubre de 2022    | Austin           | Estados Unidos | Zilker Metropolitan Park               | Festival       | Festival                        | Festival    |
| Oceanía                  |                  |                |                                        |                |                                 |             |
| 5 de noviembre de 2022   | Auckland         | Nueva Zelanda  | Ayuntamiento de Auckland               | N/A            | —                               | —           |
| 8 de noviembre de 2022   | Melbourne        | Australia      | Forum Theatre                          | Hatchie        | (100%)                          | —           |
| 10 de noviembre de 2022  | Sídney           | Australia      | Pabellón Hordern                       | Hatchie        | (100%)                          | —           |
| 11 de noviembre de 2022  | Brisbane         | Australia      | Fortitude Music Hall                   | Hatchie        | —                               | —           |
| América Latina           |                  |                |                                        |                |                                 |             |
| 18 de noviembre de 2022  | Ciudad de México | México         | Autódromo Hermanos Rodríguez           | Festival       | Festival                        | Festival    |
| Europa                   |                  |                |                                        |                |                                 |             |
| 9 de enero de 2023       | Dublín           | Irlanda        | Teatro 3Olympia                        | MAY-A          | (100%)                          | —           |
| 10 de enero de 2023      | Glasgow          | Reino Unido    | O2 Academy                             | MAY-A          | (100%)                          | —           |
| 11 de enero de 2023      | Mánchester       | Reino Unido    | Academy                                | MAY-A          | —                               | —           |
| 13 de enero de 2023      | Leeds            | Reino Unido    | O2 Academy                             | MAY-A          | —                               | —           |
| 14 de enero de 2023      | Birmingham       | Reino Unido    | O2 Academy                             | MAY-A          | —                               | —           |
| 15 de enero de 2023      | Bristol          | Reino Unido    | O2 Academy                             | MAY-A          | (100%)                          | —           |
| 17 de enero de 2023      | Bournemouth      | Reino Unido    | O2 Academy                             | MAY-A          | —                               | —           |
| 18 de enero de 2023      | Londres          | Reino Unido    | O2 Academy Brixton                     | MAY-A          | —                               | —           |
| 20 de enero de 2023      | Utrecht          | Países Bajos   | TivoliVredenburg                       | MAY-A          | (100%)                          | —           |
| 21 de enero de 2023      | Utrecht          | Países Bajos   | TivoliVredenburg                       | MAY-A          | (100%)                          | —           |
| 22 de enero de 2023      | Bruselas         | Bélgica        | Ancienne Belgique                      | MAY-A          | —                               | —           |
| 23 de enero de 2023      | París            | Francia        | La Cigale                              | MAY-A          | —                               | —           |
| 25 de enero de 2023      | Milán            | Italia         | Magazzini Generali                     | MAY-A          | —                               | —           |
| 26 de enero de 2023      | Zúrich           | Suiza          | X-TRA                                  | MAY-A          | —                               | —           |
| 27 de enero de 2023      | Múnich           | Alemania       | Muffathalle                            | MAY-A          | —                               | —           |
| 29 de enero de 2023      | Berlín           | Alemania       | Astra                                  | MAY-A          | —                               | —           |
| 30 de enero de 2023      | Colonia          | Alemania       | Live Music Hall                        | MAY-A          | —                               | —           |
| 31 de enero de 2023      | Hamburgo         | Alemania       | Fabrik                                 | MAY-A          | —                               | —           |
| 2 de febrero de 2023     | Copenhague       | Dinamarca      | Vega                                   | MAY-A          | —                               | —           |
| 3 de febrero de 2023     | Estocolmo        | Suecia         | Fryshuset Klubben                      | MAY-A          | —                               | —           |
| 5 de febrero de 2023     | Oslo             | Noruega        | Vulkan Arena                           | —              | —                               |             |
| Asia                     |                  |                |                                        |                |                                 |             |
| 15 de febrero de 2023    | Manila           | Filipinas      | New Frontier Theater                   | N/A            | —                               | —           |
| 17 de febrero de 2023    | Singapur         | Singapur       | Capitol Theatre                        | N/A            | —                               | —           |
| 18 de febrero de 2023    | Singapur         | Singapur       | Capitol Theatre                        | N/A            | —                               | —           |
| 20 de febrero de 2023    | Bangkok          | Tailandia      | Moon Star Studio Company Limited       | N/A            | —                               | —           |
| 22 de febrero de 2023    | Seúl             | Corea del Sur  | YES 24 Live Hall                       | N/A            | —                               | —           |
| 24 de febrero de 2023    | Tokio            | Japón          | The Garden Hall                        | —              | —                               |             |
| América del Norte        |                  |                |                                        |                |                                 |             |
| 27 de febrero de 2022    | Honolulu         | Estados Unidos | The Republik                           | N/A            | —                               | —           |
| 28 de febrero de 2022    | Honolulu         | Estados Unidos | The Republik                           | N/A            | —                               | —           |
| América Latina           |                  |                |                                        |                |                                 |             |
| 16 de marzo de 2023      | Buenos Aires     | Argentina      | Teatro Vorterix                        | Delfina Campos | 1,584 / 1,584 (100%)            | —           |
| 18 de marzo de 2023      | Buenos Aires     | Argentina      | Hipódromo de San Isidro                | Festival       | Festival                        | Festival    |
| 19 de marzo de 2023      | Santiago         | Chile          | Parque Cerillos                        | Festival       | Festival                        | Festival    |
| 21 de marzo de 2023      | Santiago         | Chile          | Centro Cultural Matucana 100           | Planetario     | —                               | —           |
| 23 de marzo de 2023      | Sopó             | Colombia       | Campo de Golf Briceño 18               | Festival       | Festival                        | Festival    |
| 25 de marzo de 2023      | São Paulo        | Brasil         | Autódromo de Interlagos                | Festival       | Festival                        | Festival    |
| 30 de marzo de 2023      | Ciudad de México | México         | Lunario                                | N/A            | —                               | —           |
| 2 de abril de 2023       | Monterrey        | México         | Parque Fundidora                       | Festival       | Festival                        | Festival    |
| Total                    | Total            | Total          | Total                                  | Total          | —                               | —           |

### Fechas canceladas o reprogramadas
| Fecha               | Ciudad           | País           | Recinto                           | Motivo                                                                                          |
| ------------------- | ---------------- | -------------- | --------------------------------- | ----------------------------------------------------------------------------------------------- |
| 16 de mayo de 2022  | Austin           | Estados Unidos | Stubb's Waller Creek Amphitheater | Reprogramadas para julio de 2022 debido a casos de COVID-19 positivos en el equipo.             |
| 17 de mayo de 2022  | Dallas           | Estados Unidos | The Factory in Deep Ellum         | Reprogramadas para julio de 2022 debido a casos de COVID-19 positivos en el equipo.             |
| 18 de mayo de 2022  | Houston          | Estados Unidos | White Oak Music Hall              | Reprogramadas para julio de 2022 debido a casos de COVID-19 positivos en el equipo.             |
| 14 de marzo de 2023 | Lima             | Perú           | Estadio San Marcos                | Cancelados debido a problemas de salud de Travis Baker baterista de Blink-182 (Acto principal). |
| 28 de marzo de 2023 | Ciudad de México | México         | Palacio de los Deportes           | Cancelados debido a problemas de salud de Travis Baker baterista de Blink-182 (Acto principal). |
| 29 de marzo de 2023 | Ciudad de México | México         | Palacio de los Deportes           | Cancelados debido a problemas de salud de Travis Baker baterista de Blink-182 (Acto principal). |
| 31 de marzo de 2023 | Ciudad de México | México         | Palacio de los Deportes           | Cancelados debido a problemas de salud de Travis Baker baterista de Blink-182 (Acto principal). |